# Ленґониці-Малі
Ленґониці-Малі (пол. Łęgonice Małe) — село в Польщі, у гміні Одживул Пшисуського повіту Мазовецького воєводства.
Населення — 112 осіб (2011).
У 1975-1998 роках село належало до Радомського воєводства.

## Демографія
Демографічна структура станом на 31 березня 2011 року:
|          | Загалом | Допрацездатний вік | Працездатний вік | Постпрацездатний вік |
| -------- | ------- | ------------------ | ---------------- | -------------------- |
| Чоловіки | 48      | 9                  | 28               | 11                   |
| Жінки    | 64      | 12                 | 27               | 25                   |
| Разом    | 112     | 21                 | 55               | 36                   |